# Laura Lepistö
Laura Anneli Lepistö (Espoo, 25 de abril de 1988) é uma ex-patinadora artística finlandesa. Ela foi campeã europeia em 2009 e nacional em 2008.

## Programas
| Temporada | Programa curto                                         | Patinação livre                                                                          | Exibição |
| --------- | ------------------------------------------------------ | ---------------------------------------------------------------------------------------- | --- |
| 2011–2012 | - Besame Mucho por Consuelo Velazquez                  | - Miss Saigon Rhapsody por Claude-Michel Schönberg choreo. por Maria McLean              | |
| 2010–2011 | Não competiu                                           | Não competiu                                                                             | - Jupiter por Ayaka Hirahara                                                                                            |
| 2009–2010 | - Imagined Oceans por Karl Jenkins                     | - Adiós Nonino - Fuga y Misterio por Ástor Piazzolla por Gary Burton                     | - I Want To Spend My Lifetime Loving You (from The Mask of Zorro) by James Horner performed by Marc Anthony, Tina Arena |
| 2008–2009 | Imagined Oceans por Karl Jenkins                       | Don Juan DeMarco (trilha sonora) por Michael Kamen                                       | Balladi Elokuvasta Klaani por Päivi Portaankorva                                                                        |
| 2007–2008 | The Legend of 1900 (trilha sonora) por Ennio Morricone | Don Juan DeMarco (trilha sonora) por Michael Kamen                                       | I Believe por Fantasia Burino                                                                                           |
| 2006–2007 | The Legend of 1900 (trilha sonora) por Ennio Morricone | The Feeling Begins por Peter Gabriel Lost City by Henri Seroka Harem por Sarah Brightman | |
| 2005–2006 | Invierno Porteño por Astor Piazzolla                   | The Feeling Begins por Peter Gabriel Lost City by Henri Seroka Harem por Sarah Brightman | |
| 2004–2005 | Invierno Porteño por Astor Piazzolla                   | Liberty by Luis Munoz Redemption por Tonino Baliardo Harem por Sarah Brightman           | |

## Principais resultados

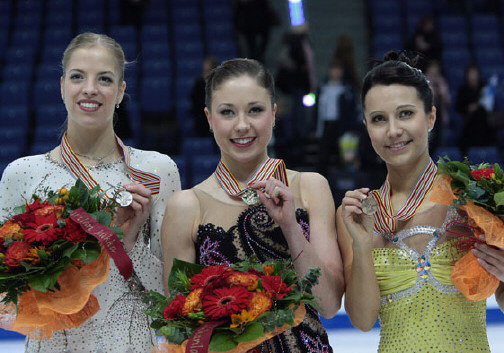
Lepistö (centro) no pódio do Campeonato Europeu de 2009.

| Resultados | Resultados       | Resultados        | Resultados       | Resultados        | Resultados       | Resultados        | Resultados        | Resultados        | Resultados    | Resultados    | Resultados    | Resultados    |
| Internacional | Internacional    | Internacional     | Internacional    | Internacional     | Internacional    | Internacional     | Internacional     | Internacional     | Internacional | Internacional | Internacional | Internacional |
| Evento/Temporada | 2002– 2003       | 2003– 2004        | 2004– 2005       | 2005– 2006        | 2006– 2007       | 2007– 2008        | 2008– 2009        | 2009– 2010        |               |               |               |               |
| --- | ---------------- | ----------------- | ---------------- | ----------------- | ---------------- | ----------------- | ----------------- | ----------------- | ------------- | ------------- | ------------- | ------------- |
| Jogos Olímpicos |                  |                   |                  |                   |                  |                   |                   | 6.ª               |               |               |               |               |
| Campeonato Mundial |                  |                   |                  |                   |                  | 8.ª               | 6.ª               | Medalha de bronze |               |               |               |               |
| Campeonato Europeu |                  |                   |                  |                   |                  | Medalha de bronze | Medalha de ouro   | Medalha de prata  |               |               |               |               |
| GP Cup of China |                  |                   |                  |                   |                  |                   | Medalha de bronze |                   |               |               |               |               |
| GP NHK Trophy |                  |                   |                  |                   |                  | 5.ª               | 5.ª               | 5.ª               |               |               |               |               |
| GP Skate Canada International |                  |                   |                  |                   |                  | 7.ª               |                   | Medalha de bronze |               |               |               |               |
| Campeonato Nórdico |                  |                   |                  |                   |                  | Medalha de prata  |                   |                   |               |               |               |               |
| Finlandia Trophy |                  |                   |                  |                   |                  | 4.ª               | Medalha de prata  | Medalha de prata  |               |               |               |               |
| Nebelhorn Trophy |                  |                   |                  |                   |                  | Medalha de bronze | Medalha de prata  |                   |               |               |               |               |
| Internacional – Júnior |                  |                   |                  |                   |                  |                   |                   |                   |               |               |               |               |
| Campeonatos Mundiais Júnior |                  |                   |                  | 9.ª               | 7.ª              |                   |                   |                   |               |               |               |               |
| JGP JGP Andorra |                  |                   |                  | Medalha de bronze |                  |                   |                   |                   |               |               |               |               |
| JGP JGP Bulgária |                  | 12.ª              |                  | 4.ª               |                  |                   |                   |                   |               |               |               |               |
| JGP JGP Croácia |                  | 8.ª               |                  |                   |                  |                   |                   |                   |               |               |               |               |
| JGP JGP República Tcheca |                  |                   |                  |                   | 5.ª              |                   |                   |                   |               |               |               |               |
| JGP JGP Romênia |                  |                   | 9.ª              |                   |                  |                   |                   |                   |               |               |               |               |
| JGP JGP Sérvia |                  |                   | Medalha de ouro  |                   |                  |                   |                   |                   |               |               |               |               |
| Campeonato Nórdico |                  | Medalha de bronze | Medalha de prata |                   | Medalha de prata |                   |                   |                   |               |               |               |               |
| Gardena Spring Trophy | Medalha de prata |                   |                  |                   |                  |                   |                   |                   |               |               |               |               |
| Warsaw Cup | Medalha de ouro  |                   |                  | Medalha de ouro   |                  |                   |                   |                   |               |               |               |               |
| Nacional |                  |                   |                  |                   |                  |                   |                   |                   |               |               |               |               |
| Campeonato Finlandês |                  |                   |                  | 4.ª               | Medalha de prata | Medalha de ouro   | Medalha de prata  | Medalha de ouro   |               |               |               |               |
| Campeonato Finlandês – Júnior | Medalha de ouro  | 5.ª               | Medalha de ouro  |                   |                  |                   |                   |                   |               |               |               |               |
| Equipes |                  |                   |                  |                   |                  |                   |                   |                   |               |               |               |               |
| Japan Open |                  |                   |                  |                   |                  |                   |                   | 1T/2P             |               |               |               |               |
| |                  |                   |                  |                   |                  |                   |                   |                   |               |               |               |               |
| Legenda: GP = Grand Prix; JGP = Grand Prix Júnior; T = Posição da equipe; P = Posição individual; Competição não foi disputada nesta temporada |                  |                   |                  |                   |                  |                   |                   |                   |               |               |               |               |